# Rione
Un rione è una suddivisione territoriale interna a una città o a un centro abitato, delimitata da confini più o meno precisi e dotata di caratteri propri che ne sottolineano l'identità (dal punto di vista geografico, storico, sociale, economico, ecc.). In alcune città, il termine è spesso sinonimo di quartiere e, a seconda dei contesti, anche di voci quali borgo, borgata; la sinonimia varia a seconda delle città e degli usi locali.

## Etimologia e storia
Il termine rione è una volgarizzazione del latino regionem (accusativo di regio), dal significato letterale di "regione". In stretta relazione col verbo regere (l'italiano "dirigere"), l'etimo originale rimanda al concetto di "direzione" (da o verso un certo luogo) e, in tal senso, il vero significato della parola è quello di zona, località, non necessariamente quello di quartiere o borgata (sebbene, di fatto, l'accezione più diffusa sia proprio quest'ultima).
Storicamente, la suddivisione di una città in rioni risale all'epoca romana e, più precisamente, alla ripartizione di Roma in un numero definito di regiones, a partire dalle quattro risalenti al VI secolo a.C. fino a giungere alle ventidue del XX secolo d.C. (per una spiegazione più approfondita, v. Rioni di Roma). Su queste basi storiche, il concetto di rione è stato esteso a molte altre città che, sul modello dell'antica Roma, si sono date anch'esse un impianto rionale e nel corso del tempo ne hanno modificato spesso la struttura, ampliando il numero di rioni o alterandone i confini, nella misura in cui la città cresceva e le aree periferiche venivano gradualmente urbanizzate.

## Rioni e quartieri
In alcuni casi, come a Roma e in altre città, il termine "rione" è in contrapposizione con "quartiere"; nel caso di Roma le suddivisioni urbane all'interno delle mura aureliane, e dunque più antiche, sono dette "rioni", mentre quelle esterne alla cinta muraria, e dunque più recenti, sono dette "quartieri". In questo caso, dunque, il termine rione indica le zone più antiche, mentre il termine "quartiere" quelle più recenti. Nel caso di altre città, il nome "rione" è analogamente usato per le suddivisioni urbane più antiche, in contrapposizione a "quartiere", ma non considerando la localizzazione all'interno o all'esterno delle mura.

## Caratteristiche
In età contemporanea i rioni hanno prima di tutto una connotazione territoriale e storica, non necessariamente amministrativa: si tratta di realtà più o meno consolidate nella storia locale, dotate di confini non sempre ben delineati e soggetti spesso a modifiche col passare del tempo; i rioni, talvolta, assumono tratti distintivi in relazione a diversi fattori, quali la posizione geografica (es. un rione periferico), la stratificazione sociale ed economica (es. un rione popolare), la composizione demografica (es. un rione multietnico), la professione dei suoi abitanti (es. un rione di pescatori), ecc. 
L'identità di un rione, inoltre, può incidere più o meno direttamente sulla realtà locale, generando una vera e propria sinergia con i suoi abitanti e con le loro attività di quartiere (attività rionali, per l'appunto): da qui, ad esempio, si hanno le feste rionali, i mercati rionali, i cinema rionali, i campionati rionali, ecc.